# Sjoerd Wilhelm Soeters

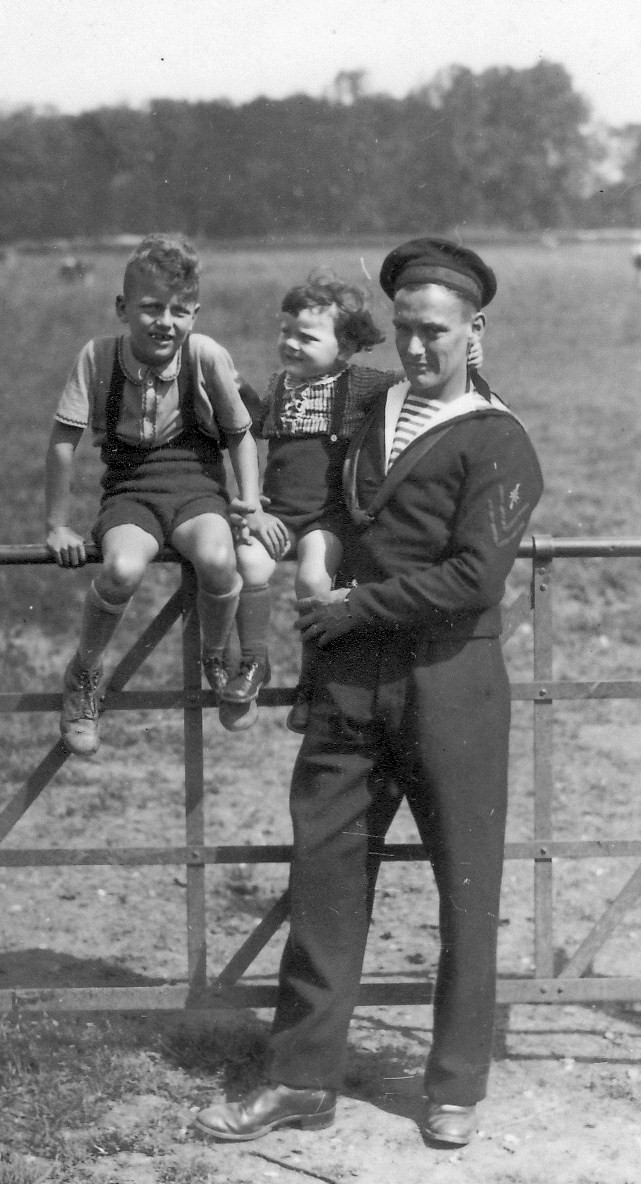
Sjoerd Soeters met A.J. en N.J.A. Reijers, de kinderen van zijn zuster
Zutphen, 7 juni 1945

Sjoerd Wilhelm Soeters (Vlissingen, 10 juni 1919 - Haarlem, 2 juli 1947) was een Nederlands vliegenier en Engelandvaarder.
Soeters ging naar de HBS in Gouda, hij voetbalde bij Olympia en speelde biljart bij Ter Gouw. Na zijn eindexamen ging hij naar de Rijksopleiding voor Verkeersvliegers in Amsterdam. Daarna, in 1940, trad hij in dienst van de KLM.

## Engelandvaart
Sjoerd Wilhelm Soeters werd op 10 juni 1919 in Vlissingen geboren aan de Boulevard Evertsen 38.
Later verhuisde het gezin Soeters naar de Crabethstraat 8 in Gouda.
Op woensdag 14 mei 1941 worden examinandi, waaronder Soeters, en examinatoren van het examen navigator der 1e klasse welk te 10.00 uur in Café-Restaurant Muller, Zocherstraat 72 te Amsterdam, wordt gehouden, door de Duitse Autoriteiten gearresteerd.
Ze worden overgebracht naar het Interneeringskamp te Schoorl.
Het is onduidelijk of Soeters later is vrijgelaten of is ontsnapt.
In september 1944 verliet Soeters zijn woonplaats Gouda. Bij Keizersveer zwom hij de Bergsche Maas over en brak in de buurt van Goirle door de vijandelijke linies. Via Brussel ging hij naar Engeland. In Wolverhampton kreeg hij een opleiding tot jachtvlieger en haalde zijn brevet. Zijn beste vrienden daar waren Fred van Eendenburg en Jan van Kuyk. Voordat hij in dienst trad vond de Duitse capitulatie plaats. 
Soeters ging vervolgens bij de Marine Luchtvaartdienst voor opleiding tot jachtvlieger op vliegkampschepen om tegen Japan te vechten. Hij werd ‘acting leading aircraftsman’. Tot vechten kwam het niet want ook aan die oorlog kwam een einde.

## Na de oorlog
Na beëindiging van zijn militair dienstverband keerde hij terug naar Nederland en kwam weer in dienst van de KLM. Hij werd gezagvoerder 3de klasse en hij werd al gauw op de trans-Atlantische routes ingezet.
Hij trouwde op 13 april 1946 met Johanna Hillegonda Boekamp. Tijdens de oorlog had zij in het verzet gezeten en had zij, samen met haar moeder, neergeschoten piloten verstopt. Ze hielp ook joden aan voedselbonnen. Het echtpaar Soeters woonde samen met de echtparen Van Eendenburg en Van Kuyk in een groot huis aan de Wagenweg, op nummer 65, in de Haarlemmerhout.
Zes weken nadat hun zoontje Cornelis Antonius werd geboren, en vier dagen nadat hij uit de Verenigde Staten was teruggekeerd, overleed Sjoerd Wilhelm Soeters op 2 juli 1947 in Haarlem aan een hersenvliesontsteking. Hij werd in het graf van zijn vader bijgezet op begraafplaats Zorgvlied in Amstelveen. Een KLM vlag bedekte zijn kist. 
De weduwe hertrouwde op 4 september 1954 met de kunstschilder Ties Egge Allersma en kreeg nog twee zonen.
Zie ook de Lijst van Engelandvaarders.